# Dryadella toscanoi
Dryadella toscanoi är en orkidéart som beskrevs av Carlyle August Luer. Dryadella toscanoi ingår i släktet Dryadella och familjen orkidéer. Inga underarter finns listade i Catalogue of Life.